# Eskadron
Eskadron ((fransk): escadron over (italiensk): squadrare for 'gøre firkantet') er navnet på en enhed på 100-150 ryttere, ledet af en ritmester (kaptajn). Dens størrelse svarer til fodfolkets kompagni. Senere benyttes betegnelsen eskadron for pansertroppernes underafdelinger med cirka 12 kampvogne.
I renæssancen var en escadron en firkantet opstilling af kompagnier af ryttere eller fodfolk. Eskadronen var af bataljonsstørrelse, og bestod af 500-600 mand.

## Danmark
I Danmark (2014) opdeles eskadroner i tre delinger à tre kampvogne, plus en kampvogn til eskadronschefen.[kilde mangler] Eskadroner indgår i kamptroppernes panser- eller panserinfanteri-bataljoner sammen med panserinfanteri-kompagnier. Der er i Danmark, til ceremonielle formål, en hesteeskadron fra Gardehusarregimentet tilbage, der, som navnet antyder, stadig rider på heste og bruger uniformer fra 1800-tallet.
Generelt er der tre forskellige eskadroner:
- Kampvognseskadroner – kampvogne.
- Opklaringseskadroner – spejderenheder med pansrede hjulkøretøjer, fx Eagle .
- Stabseskadroner – signal-, stabs- og støttenheder.

Tidligere var der også:
- Cykeleskadroner .
- Spejdereskadroner – spejderenheder med lette upansrede køretøjer.
- Motorcyklisteskadroner.

## Motorcyklisteskadronen
Den danske hær havde i mellemkrigstiden opbygget motorcykelstyrker, der var udrustet med Nimbus-motorcykler. De fleste var med sidevogn, men der var også solomotorcykler. De mest kendte havde installeret en 20 mm Madsen maskinkanon i sidevognsaffutage til at nedkæmpe panservogne med. Derudover var der bemandede sidevogne bevæbnet med 8 mm Madsen rekylgeværer mod infanteri. Begge våben kunne afmonteres og affyres fra trefodsstativer. De fleste motorcykler blev dog anvendt som ammunitions-, ordonnans- eller kommandomotorcykler.

## Analoge udtryk i andre værn
- Eskadre (Marine)
- Eskadrille (Luftvåben)